# SC 07 Heiligenwald
Der Sport-Club 1907 Heiligenwald e. V. ist ein deutscher Fußballverein mit Sitz im Ortsteil Heiligenwald der saarländischen Gemeinde Schiffweiler im Landkreis Neunkirchen.

## Geschichte

### Gründung bis Zweiter Weltkrieg
Der Verein wurde ursprünglich im Jahr 1907 gegründet. Nachdem ein Sportplatz gefunden worden war, konnte auch ein erster Spielbetrieb erreicht werden, über die genaue Klassenzugehörigkeit in dieser Zeit ist jedoch nichts mehr bekannt. Der Ausbruch des Ersten Weltkriegs brachte diesen aber auch erstmals zum Erliegen. Nachdem alle Spieler für den Krieg eingezogen worden waren, kamen nur wenige wieder, welche sich dann erst einmal dem lokalen Turnverein anschlossen. Nach einiger Zeit Aufbau gelang es sich dann ab 1920 wieder als eigenständiger Verein zu präsentieren.
Nach einer Neueinteilung der Spielklassen kam die Mannschaft in die B-Klasse, konnte in derselben Saison aber bereits in die A-Klasse Blies-Pfalz aufsteigen. Dort etablierte man sich dann in den nächsten Jahren im Mittelfeld. Was genau während der Zeit des Nationalsozialismus passierte ist nicht wirklich bekannt. Für die Saison 1942/43 ist jedoch einmal der sechste Platz in der 1. Klasse Neunkirchen ausgewiesen.

### Nachkriegszeit bis Aufstieg in die Amateurliga
Nach dem Ende des Zweiten Weltkriegs spielt die Mannschaft in der Saison 1946/47 der innerhalb des Saarlandes zweitklassigen Bewährungsklasse Saar in der Gruppe Ost und belegte dort mit 17:19 Punkten den siebten Platz. In der Folgesaison reichte es hier mit 11:25 Punkten für den neunten Platz. In dieser Spielklasse blieb man dann noch bis zur Saison 1950/51, nach der wurde die Liga aufgelöst und es ging in der Bezirksliga weiter. Dort stieg man in der nächsten Saison ebenso ab, womit es in die 1. Kreisklasse ging. Doch auch hier war der Fall noch nicht beendet nach der Saison 1952/53 ging es schlussendlich noch einmal weiter runter in die 2. Kreisklasse.
In der Saison 1953/54 glückte hier dann aber gleich auch die Meisterschaft, womit man zumindest wieder in die 1. Kreisklasse zurückkehrte. Nun sollte es noch einmal bis zur Saison 1956/57 reichen bis erneut eine Meisterschaft eingefahren werden konnte. Damit gelang es in die nun viertklassige 2. Amateurliga aufzusteigen. Dort etablierte sich die schnell im Mittelfeld und erreichte bereits nach der Saison 1959/60 wieder eine Meisterschaft, womit es nun in die drittklassige Amateurliga weiter nach oben ging.

### Kurzzeitige Rückkehr in die Amateurliga
Die erste Saison in der Amateurliga Saarland beendete man dann mit 21:31 Punkten auf dem zwölften Platz, womit man nur knapp dem Abstieg entging, welcher bedingt durch die gleiche Punktzahl mit dem FV 07 Diefflen nur aufgrund des leicht besseren Torverhältnis abgewendet wurde. Am Ende der Saison 1961/62 wurde zwar mit 15:37 Punkten der gleich Platz erreicht, diesmal sollte dieser jedoch nicht dafür reichen dem Abstieg zu entkommen, womit es in der nächsten Spielzeit wieder in der 2. Amateurliga weiter ging. Dort hielt man sich jedoch nur kurze Zeit auf und erreichte bereits nach der Saison 1965/66 mit 48:6 Punkten die Meisterschaft. Aber auch hier ging es gleich wieder in den Abstiegskampf. Am Ende der ersten Spielzeit belegte man mit 24:36 den 14. Platz und hielt damit die Klasse. Länger als eine zweite Saison sollte die Klassenzugehörigkeit aber auch diesmal nicht andauern und nach einem 15. Platz mit 19:41 Punkten musste man schließlich wieder absteigen.

### Zwischen Kreisliga A und Landesliga
Aus der 2. Amateurliga wurde dann zur Saison 1974/75 wieder die Bezirksliga. In dieser konnte man sich noch für diese Spielzeit halten, bis man bedingt durch 17:37 Punkten auf dem 14. Platz in die A-Klasse runter musste. Dort wurde der Fall jedoch nicht gestoppt und bereits zur Saison 1979/80 musste man in der Kreisliga A antreten. Dieser gehörte man aber lediglich bis zur Saison 1981/82 erst einmal an, nach der man mit 44:16 Punkten die Meisterschaft feiern konnte. In der Bezirksliga sollte man sich aber nicht lange halten und mit 23:37 Punkten und dem 15. Platz nach der Saison 1982/83 sofort wieder absteigen. Der nächste Aufstieg glückte bereits nach der Saison 1984/85, als man sich mit 46:14 Punkten in der Kreisliga A wieder die Meisterschaft holen konnte. Diesmal sollte die Zeit hier auch ein paar Jahre länger als noch zuvor dauern.
In der Saison 1990/91 belegte man mit 26:34 Punkten nur den 13. Platz, umso überraschender kam da in der Folgesaison mit 44:16 Punkten die Meisterschaft, durch welche man schließlich in die Landesliga Nord/Ost aufsteigen durfte. Die Saison 1992/93 verlief jedoch weniger erfolgreich und nur durch die Abmeldung der DJK Elversberg konnte die Klasse überhaupt mit 23:37 Punkten und dem 15. Platz gehalten werden. Danach lief es aber besser und in der darauffolgenden Saison stand mit 31:29 Punkten der siebte Platz fest. Die Mannschaft zerbrach aber nach und nach, wodurch man am Ende der Saison 1996/97 mit lediglich 11 Punkten absteigen musste. Die nächste Saison verlief dabei nach einem ähnlichen Schema, womit diese erneut am Tabellenende mit 16 Punkten endete. Dadurch gehörte man nun wieder der Kreisliga A an.

### Heutige Zeit
In der Saison 2003/04 gehörte der Verein weiter der Kreisliga Nordsaar an und platzierte sich hier mit 50 Punkten auf dem fünften Platz. Nachdem man sich in der Folgesaison zwar auf dem zweiten Platz hatte positionieren können, der erste Platz von den Punkten her aber recht weit entfernt gewesen war, so gelang nach der Spielzeit 2005/05 mit 64 Punkten schließlich doch die Meisterschaft. In der Bezirksliga konnte man sich aber nicht halten und erreichte mit 34 Punkten nur den 14. Platz, was den direkten Wiederabstieg bedeutete. Zurück in der Kreisliga A wurde dann mit 32 Punkten auf dem 13. Platz ein kompletter Absturz erst einmal verhindert. Nach einer kurzen Zeit platzierte sich der Verein dann wieder stets in der oberen Region der Liga. Es sollte aber ganz bis zur Saison 2015/16 dauern, bis es wieder um den Aufstieg ging. Diesmal platzierte sich die Mannschaft mit 67 Punkten auf dem zweiten Platz und nahm damit an den Aufstiegsspiel zur Bezirksliga Nord/Ost teil. Das Spiel gegen die Zweitvertretung des FC Palatia Limbach verlor man hier jedoch mit 1:8, womit der Aufstieg erst einmal verpasst wurde. Eine Saison später gelang aber mit 77 Punkten direkt der erste Platz was nun doch zum Aufstieg in die Bezirksliga führte. In der Premierensaison 2017/18 platzierte man sich hier abschließend mit 42 Punkten sicher auf dem neunten Platz. In dieser Spielklasse befindet sich die Mannschaft bis heute.